# Janová
Janová (jusqu'en 1948 : Johanová ; en allemand : Johannowa, de 1939 à 1945 : Johannau) est une commune du district de Vsetín, dans la région de Zlín, en République tchèque. Sa population s'élevait à 754 habitants en 2020.

## Géographie
Janová se trouve sur la rive droite de la Vsetínská Bečva, à 4 km au sud-est du centre de Vsetín, à 47 km au nord-est de Zlín, à 104 km à l'est-nord-est de Brno et à 282 km à l'est-sud-est de Prague.

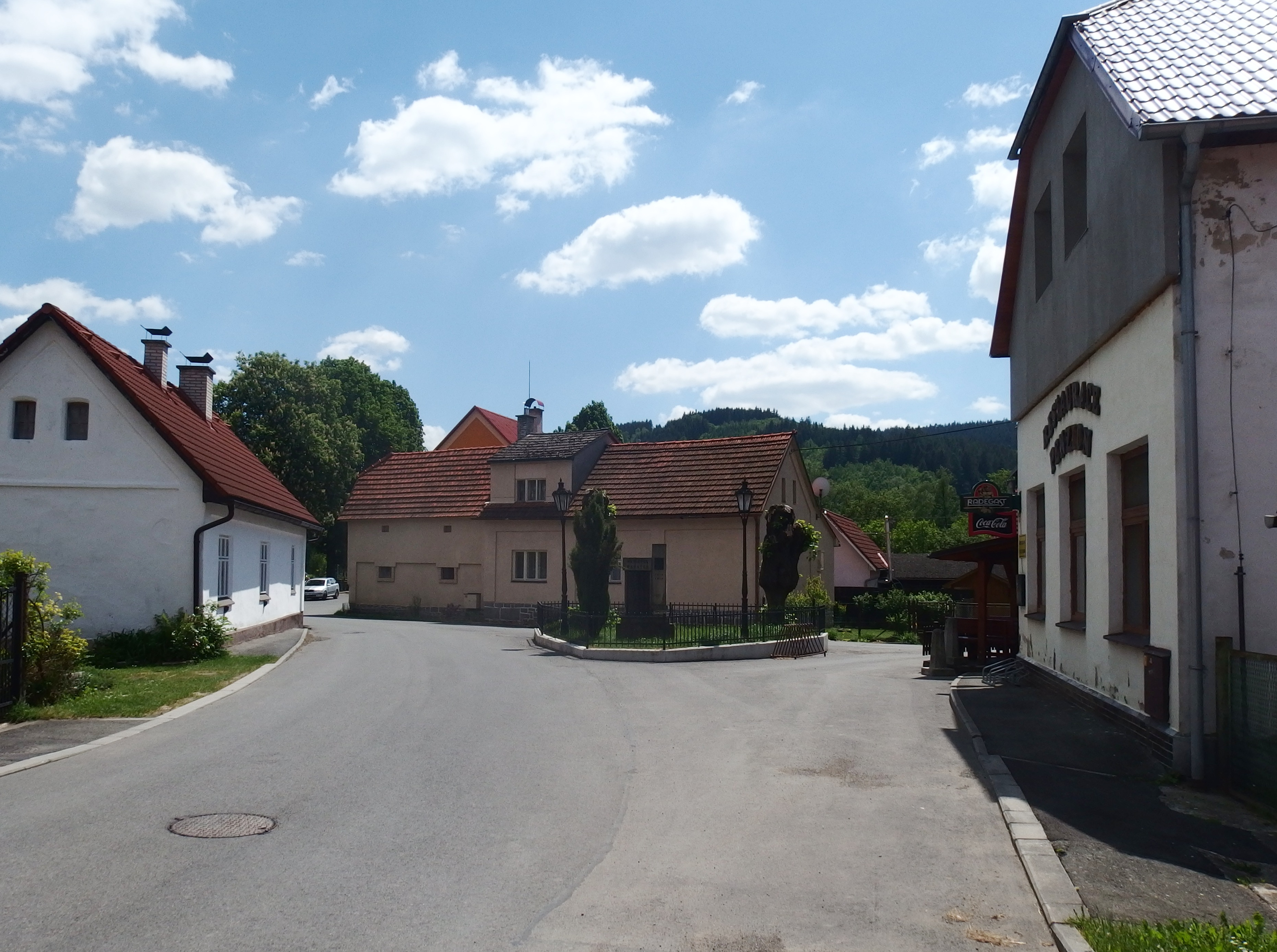
Centre de Janová.
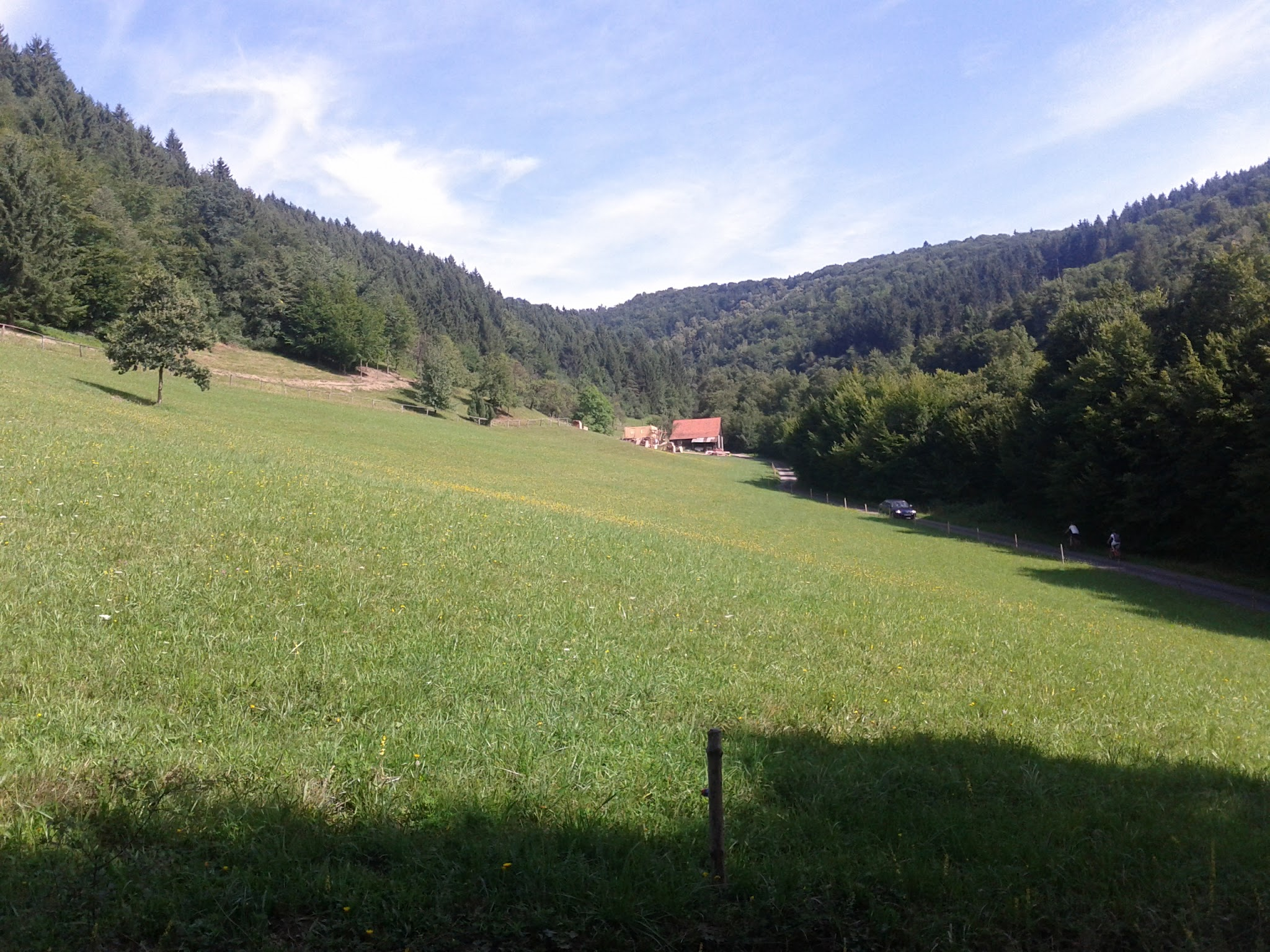
Environs de Janová.

La commune est limitée par Vsetín à l'ouest et au nord, par Halenkov et Hovězí à l'est, par Ústí au sud-est.

## Histoire
La première mention écrite du village date de 1505.